# Uniforme de la selección de fútbol de Ghana

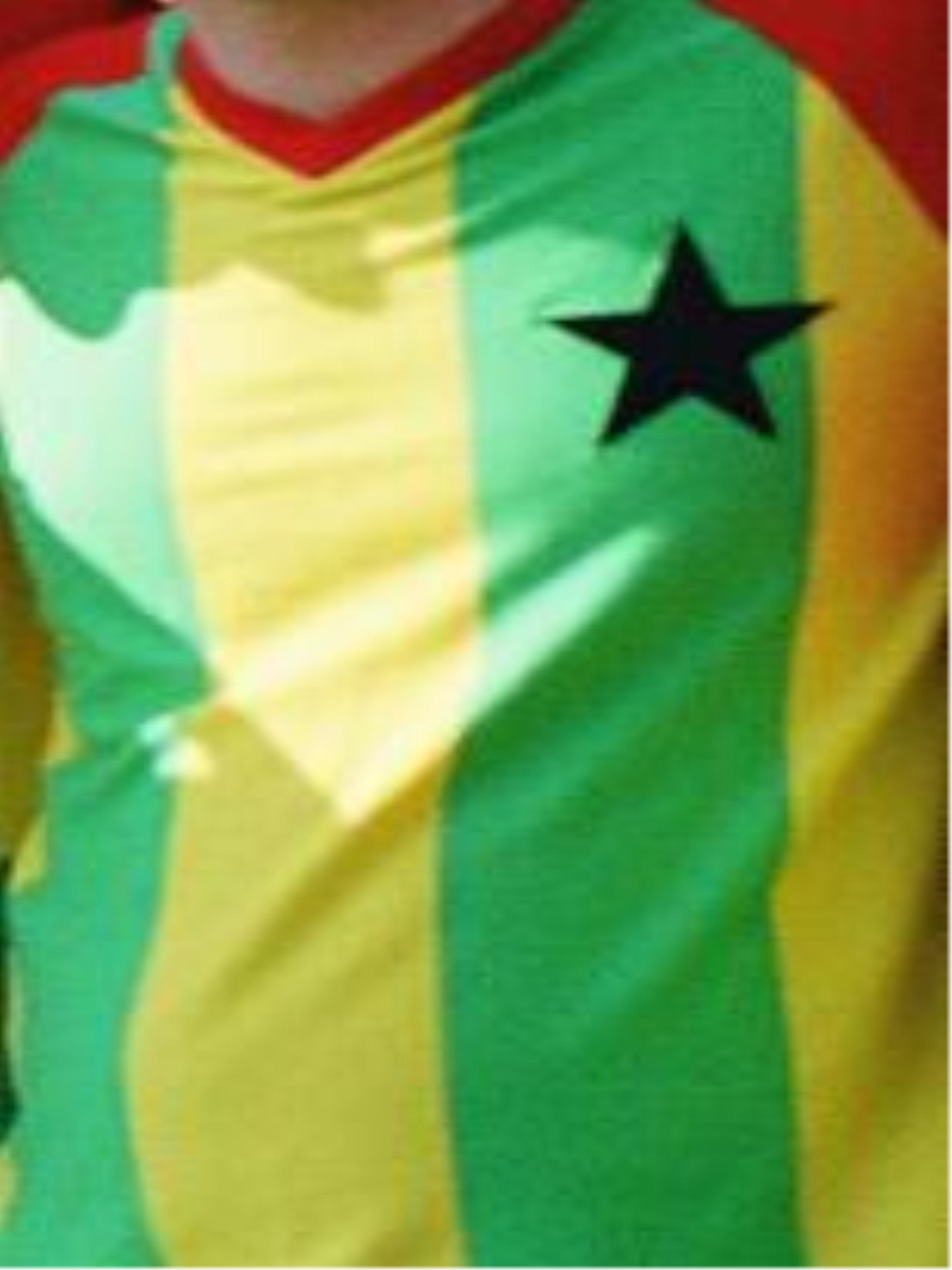
Uniforme local de Ghana: 1970s–1980s

La estrella negra está presente en la bandera de Ghana y Escudo de Armas de Ghana en el centro del escudo nacional. Adoptada tras la independencia de Ghana en 1957, la estrella negra siempre se ha incluido en sus kits. la insignia e himno nacional de la selección de fútbol de Ghana (Black Stars) Los kits de Black Stars fueron patrocinados por Puma SE desde 2005, y el acuerdo finalizó en 2014.
El uniforme Black Star se usa en lugar del uniforme de fútbol original de color dorado, verde y rojo basado en los colores de la bandera nacional de Ghana. Las Black Stars han usado un uniforme de fútbol totalmente blanco y parcialmente negro que se usó desde los años 1957 hasta 1989 y nuevamente desde 2006 hasta diciembre de 2014.
Entre 1990 y 2006, los tres equipos nacionales de Ghana utilizaron el uniforme con los colores de la bandera nacional de Ghana, con oro, verde y rojo utilizados ampliamente, como en el escudo del equipo y también conocidos como los Colores panafricanos. El concepto y diseño del kit dorado con verde y rojo también se utilizó en los años sesenta y setenta, y se diseñó con rayas verticales doradas y verdes y hombros rojos. Un segundo kit completamente negro se introdujo en 2008 y en 2015, el kit de color dorado, rojo y verde de Black Stars y el kit de color negro se reasignarán a la posición del primer y segundo kit después de la inducción de un marrón con azul y dorado. 3a equipación de Black Stars en 2012.
BuzzFeed calificó el uniforme de la selección de fútbol de Ghana para la Copa Mundial de la FIFA 2014 como el mejor uniforme del torneo.

## Evolución del uniforme

### Local
| 1978 | 1982 | 1992 | 1996–1997 | 2000-2001 | 2001-2002 | 2002 | 2004-2005 | 2005-2006 |

| 2006-2007 | 2006 vs México | 2007 | 2008-2009 | 2010-2011 | 2012-2013 | 2014-2015 | 2016–17 | 2016-2017 |

| 2018-2019 | 2020-2022 | 2022-2024 | 2023-2024 | 2024-Actual |  |

### Visitante
| 1964 | 1982 | 2000–2001 | 2001–2002 | 2002–2004 | 2004–2005 | 2005–2006 | 2006-2007 | 2008-2009 |

| 2008 vs México | 2010-2011 | 2012-2013 | 2014-2017 | 2017 vs México | 2018-2019 | 2020-2022 | 2022-2024 | 2024-presente |  |

### Proveedor
| Proveedor | Periodo       |
| --------- | ------------- |
| Erima     | 1991–1992     |
| Adidas    | 1992–2000     |
| Kappa     | 2000–2005     |
| Puma      | 2005–presente |